# Méliusz Anna
Méliusz Anna (Kolozsvár, 1920. május 18. – Bukarest, 1998. január 5.) erdélyi magyar gyermekírónő, Méliusz József író felesége.

## Munkássága
Román nyelvre fordította férje Játsszunk színházasdit című háromfelvonásos vígjátékát (1957).
Férjével közösen írt munkái:
- Okos volt-e Okos Marci? (Regényke kicsiny olvasóknak. Eugen Taru rajzaival, románul Viorica Huber és Petre Bokor, németül Else Kornis fordításában is; 1961)
- Én és az oroszlán (Eugen Taru rajzaival, 1972; oroszul Tatjana Berindei 1963-as, románul Petre Bokor 1971-es, németül Anni Tronius 1974-es fordításában)
- Én és az oroszlán. Regény; 2., átdolg. kiad.; Kriterion, Bukarest, 1976
- Marci és az oroszlán. Krimi három részben; Móra, Bp., 1988

Visszaemlékezése:
- Nem hősökről beszélek. Marosvásárhely, Mentor, 2013 (Emberek, életek)